# نامی کوروکاوا
نامی کوروکاوا (انگلیسی: Nami Kurokawa; ۲۵ ژانویهٔ ۱۹۸۰ – ) صداپیشه اهل ژاپن بود.